# Friedrich Fedde
Friedrich Fedde (* 25. März 1837 in Oldenburg (Oldenburg); † 23. Februar 1892) war ein deutscher Turner und Turnpädagoge.

## Leben und Werk
Er war der Sohn eines Kammmachers und Kaufmanns. Nach dem Besuch des Gymnasiums in Oldenburg studierte er von 1856 bis 1860 an den Universitäten Erlangen und Berlin Philologie und Archäologie. Danach wurde er 1861 Lehrer am Wilhelms-Gymnasium in Berlin. Nach zwei Zwischenstationen wurde Fedde 1864 Lehrer in Breslau, wo er bis zu seinem Tod 1892 am Gymnasium wirkte.
Mit dem Turnen kam er bereits als Schüler in engen Kontakt. Er erteilte schon bald Turnunterricht nach Jahn'schem Vorbild. 1863 hatte er in Krotoschin den Turnverein gegründet. In Breslau trat er dem Alten Breslauer Turnverein bei. Als aktiver Turner wurde er 1879 zum Kreisvertreter des II. Kreises der Deutschen Turnerschaft gewählt. Gleichzeitig wurde er Mitglied des reichsweiten Ausschusses der Deutschen Turnerschaft. Mehrfach nahm er in führender Stellung an den seit 1860 ausgetragenen internationalen Deutschen Turnfesten teil. Besondere Verdienste erwarb er sich um die Weiterentwicklung des Fünfkampfes.

## Schriften (Auswahl)
- Der Fünfkampf der Hellenen. Graß, Breslau 1888.